# Barjanski škratec
Barjanski škratec (znanstveno ime Coenagrion hastulatum) je predstavnik enakokrilih kačjih pastirjev iz družine škratcev, razširjen po severu Evrazije.

## Opis
Odrasli dosežejo 31 do 33 mm v dolžino, od tega 22–26 mm zadek, zadnji krili pa merita 16 do 22 mm. Podobno kot ostali predstavniki rodu imajo samci modro osnovno obarvanost, ki pa ima turkizni odtenek in na spodnji strani telesa ter očeh prehaja v zeleno. Samice so zelene. Od podobnih vrst, denimo šotnega škratca, ločimo samce po črnem vzorcu na vrhu zadka. Na bazi zadka je značilno znamenje v obliki osti kopja ali gobe s parom črtic ob strani, še bolj prepoznavno pa je znamenje v obliki osti kopja na tretjem členu zadka. Manj kot polovica tretjega in četrti člen sta obarvani črno. Pri samicah črno znamenje zavzema celo dolžino vsakega člena zadka, a se za razliko od travniškega škratca proti bazi zadka oža.
Odrasli letajo poleti, od maja do avgusta.

## Habitat in razširjenost
Razmnožuje se v nezasenčenih stoječih vodnih telesih, najraje rahlo zakisanih in obraslih z oskolistnim šašjem ter šotnim mahom. Na jugovzhodu območja razširjenosti je omejen na šotna močvirja in čista jezera v visokogorjih, proti severu pa naseljuje nižavja.
Barjanski škratec je razširjen po vseh zmernih in borealnih predelih Evrazije od Zahodne Evrope do Ruskega Daljnega vzhoda. Je eden najpogostejših kačjih pastirjev Severne Evrope, v nižavjih Zahodne Evrope pa se populacija že od začetka 21. stoletja krči, verjetno zaradi izginjanja ustreznih habitatov. V Alpah je razmeroma pogost, južneje na Balkanu pa je prisoten le na peščici reliktnih lokalitet na višjih nadmorskih višinah.
V Sloveniji so ga v začetku 1960. let zabeležili na barjih Pokljuke, od takrat pa kljub iskanju ne več, zato je dolgo časa veljal za lokalno izumrlega, pri čemer pa so njegovo prisotnost pričakovali, saj je razširjen v sosednjih državah. Na Rdeči seznam kačjih pastirjev iz Pravilnika o uvrstitvi ogroženih rastlinskih in živalskih vrst v rdeči seznam je zato barjanski škratec uvrščen kot prizadeta vrsta. Šele leta 1999 so ga odonatologi ponovno našli ob ribniku Jezerce blizu Rogle na Pohorju.